# Autorotatie

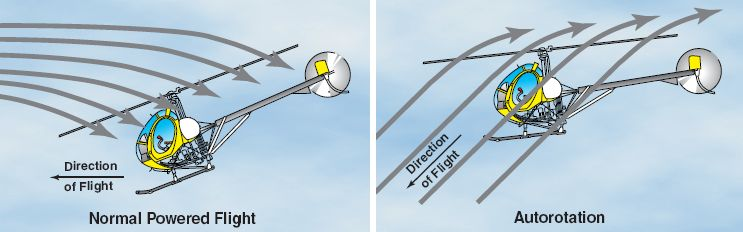
Het principe van autorotatie

Autorotatie is het effect dat wanneer de motor van een helikopter stilvalt, de hoofdrotor en de daarmee verbonden staartrotor vrij kunnen lopen. 
Dit effect wordt verkregen doordat in de tandwielkast een vrijloop is opgenomen. Deze koppeling is vergelijkbaar met het laten uitrollen van een auto, wanneer het koppelingspedaal wordt ingedrukt. De hoofd- en staartrotor zijn mechanisch met elkaar verbonden, zodat de staartrotor zal blijven draaien zolang de hoofdrotor draait.
Wanneer een helikopter genoeg hoogte en/of snelheid heeft zal door de voorwaartse of opwaartse lucht de rotor vanzelf blijven draaien, waardoor de helikopter in een glijvlucht veilig geland kan worden.
De autogiro maakt gebruik van autorotatie, omdat de rotors (in vlucht) helemaal niet verbonden zijn met de motor, maar de motor alleen voor voortstuwing van het toestel zelf zorgt. De autorotatie die volgt zorgt voor de lift en de bestuurbaarheid van het toestel.